# Болль, Франц (историк)
Франц Кристиан Болль (нем. Franz Christian Boll; 1805, Нойбранденбург — 1875, Нойбранденбург) — немецкий пастор и историк.

## Биография
Родился 17 октября 1805 года в семье нойбранденбургского пастора Франца Кристиана Болля (1775–1818) и его жены Фридерики Болль, урожденной Брюкнер (1780–1839), дочери нойбранденбургского врача Адольфа Брюкнера (1744–1823).
В 1824—1827 годах изучал протестантское богословие в Галле, Берлине и Ростоке. В Нойбранденбург вернулся в 1835 году. В 1836 году он стал вторым пастором и преподавателем Нойбранденбургской общественной школы, а в 1839 году — проректором этой школы. В 1866 году был избран препозитом Нойбранденбургского синода.
Вместе с младшим братом Эрнстом Боллом с 1848 году принимал участие в реформаторском движении в Нойбранденбурге.
Занимался историей Мекленбурга и в частности Штаргардского правления; также проводил исследования по истории церквей и святых. Принимал участие в археологических исследованиях, собирал источники по истории города Нойбранденбурга. В 1872 году стал одним из основателей Нойбранденбургского музея, а также созданной специально для него ассоциации поддержки и поддержки и считается одним из его интеллектуальных отцов.
В 1841 году женился на дочери купца из Нойбранденбурга Огюсте (Иоганна Вильгельмина) Крулль (1821–1886) и имел шестерых детей, в числе которых был физиолог Франц Болль.
Его последняя работа «Chronik der Vorderstadt Neubrandenburg» осталась незаконченной. Он умер 20 марта 1875 года.